# Alberico Albricci

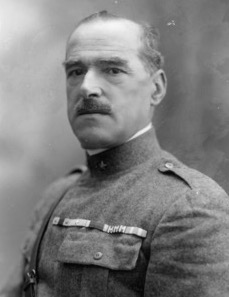
Alberico Albricci

Alberico Giuseppe Albricci (* 6. Dezember 1864 in Gallarate, Italien; † 2. April 1936 in Rom) war ein italienischer General im Ersten Weltkrieg, Senator des Königreichs und Kriegsminister im Kabinett Nitti I.

## Leben
Albricci entstammte einer alten lombardischen Adelsfamilie. Bereits mit 15 Jahren besuchte er die Kadettenschule in Mailand, bevor er 1882 auf die Militärakademie wechselte, die er 1886 als Leutnant der Artillerie verließ.
Von 1888 bis 1889 nahm er als Oberleutnant am Eritreakrieg teil. 1908 befehligte er ein Bataillon während der Hilfsmaßnahmen nach dem Erdbeben von Messina. Von 1909 an, mittlerweile war er zum Major befördert worden, gehörte er dem italienischen Generalstab an. 1910 wurde er ehrenhalber zum Feldadjutanten des italienischen Königs Viktor Emanuel III. ernannt. Letzterer adelte ihn 1913 mit dem Titel eines Conte. Zwischen 1910 und 1915 fungierte er zudem als Militärattaché in Wien. Beim italienischen Kriegseintritt im Mai 1915 befehligte er die Operationsabteilung des Oberkommandos der Italienischen Armee. Im Frühjahr 1916 übernahm er als Oberst für kurze Zeit das Kommando der Infanterie-Brigade Basilikata, bevor er während der österreichisch-ungarischen Frühjahrsoffensive 1916 als Chef des Stabes der 1. Armee mit zur Abwehr der österreichisch-ungarischen Offensive beitrug. Im Juli 1916 wurde er zum Generalmajor befördert.

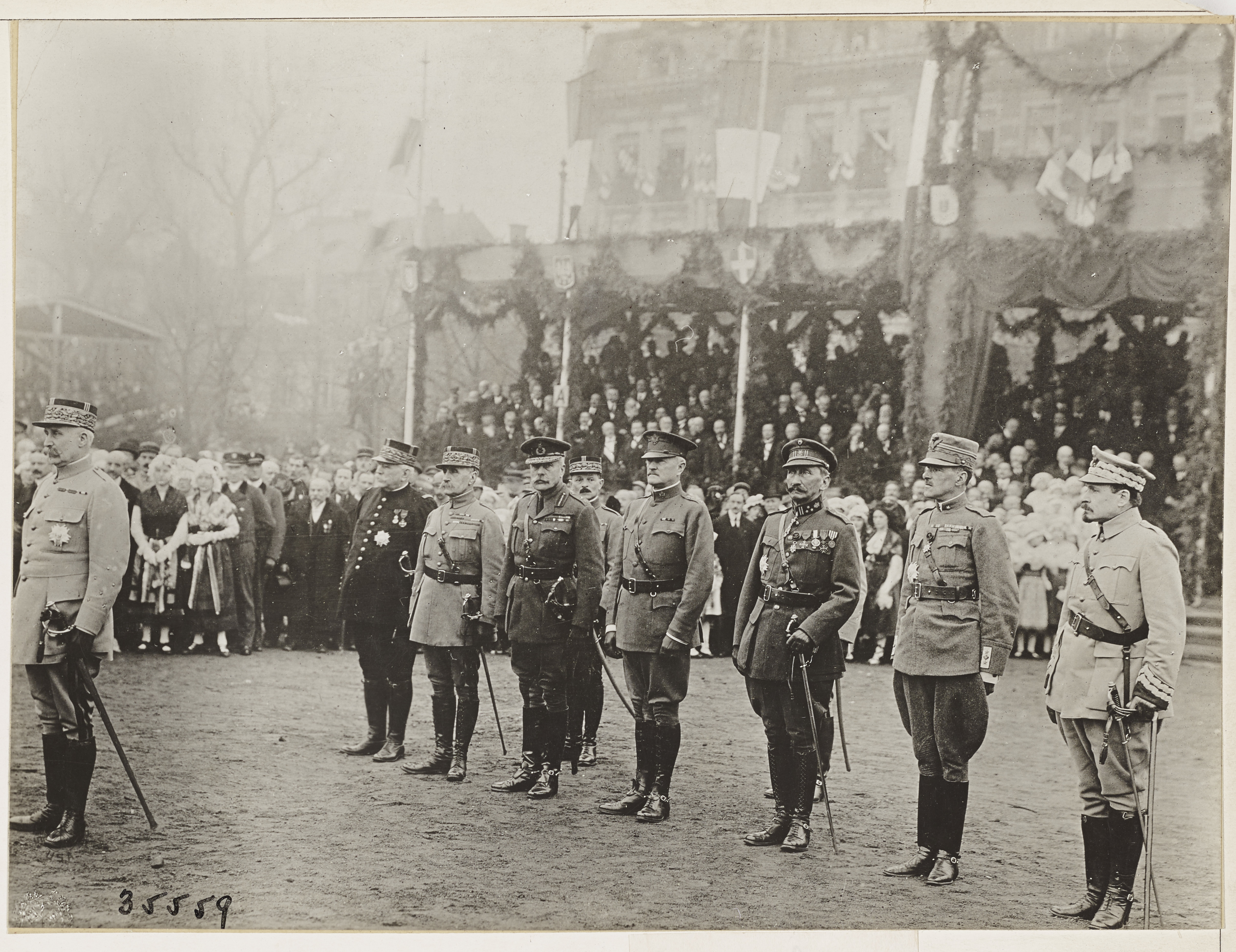
Albricci zweiter von rechts bei der Verleihung des Marschallstabs an General Pétain im Dezember 1918 in Metz, von links nach rechts: Marschall Joffre, Marschall Foch, Field Marshal Haig, General Pershing, General Gillain, General Albricci und General Haller

1917 übernahm Albricci die 5. italienische Division, die an der Adamello-Front eingesetzt war. Unter seinem Oberbefehl gelang im Juni 1917 die Eroberung des 3406 m hohen Corno di Cavento. Während der Zwölften Isonzoschlacht befehligte er das II. italienische Korps, das er vom Monte Santo bei Görz bis über den Piave zum Montello führte, wo er weitere Vorstöße der deutsch-österreichischen Truppen aufhalten konnte.
Im April 1918 wurde er mit dem II. Korps an die Westfront verlegt. Die im Zuge der deutschen Frühjahrsoffensiven nach Frankreich entsandten Truppen, etwa 25.000 Mann, kamen im Raum Bligny zum Einsatz und waren der 5. französischen Armee unter General Henri Berthelot unterstellt. Sie waren im Austausch für die von den Franzosen nach dem Zusammenbruch der italienischen Front im Laufe der Zwölften Isonzoschlacht geleisteten militärische Hilfe, an die Westfront geschickt worden.
Im Juni 1918 wurde Albricci zum Generalleutnant befördert. Nach Abwehr der letzten deutschen Offensive während der zweiten Marneschlacht verblieb das II. Korps unter Albricci an der Westfront, nahm in der anschließenden Hunderttageoffensive an der Rückeroberung des Chemin des Dames teil und stieß bis zum Kriegsende bis an die Mosel vor.
Im Juni 1919 wurde er auf Vorschlag des Generalstabschef Armando Diaz unter Ministerpräsident Francesco Saverio Nitti zum Kriegsminister ernannt. Einen Monat später erfolgte seine Ernennung zum Senator. Als Kriegsminister arbeitete er zusammen mit Nitti bei der Demobilisierung der italienischen Streitkräfte mit. Auch beim umstrittenen Amnestiegesetz gegenüber Deserteuren des Ersten Weltkriegs wirkte er mit und vertrat gemeinsam mit Diaz eine härtere Auslegung, als die von Justizminister Ludovico Mortara gewünschte. Im März 1920 trat er von seinem Amt als Kriegsminister nach Differenzen mit Ministerpräsident Nitti über eine von ihm im November 1919 eingeleitete Heeresreform zurück. Nach seinem Rücktritt übernahm er bis zu seinem Ausscheiden aus dem aktiven Dienst 1932 erneut Kommandoaufgaben in der italienischen Armee. Nach seiner Pensionierung wurde er für seine Verdienste protokollarisch zum Minister ohne Geschäftsbereich ernannt. 1933 trat er der Faschistischen Partei bei.
Albricci verstarb am 2. April 1936 in Rom. Sein Grab befindet sich im Mausoleum der Familie Faccanoni in Sarnico am Iseosee.

## Auszeichnungen
- Großkreuz des Ordens der Krone von Italien (1919)
- Großoffizier des Militärordens von Savoyen (1919)
- Großkreuz des Ordens der hl. Mauritius und Lazarus (1932)
- Großoffizier der Ehrenlegion
- Ehrenbürger der Stadt Épernay[8]